# Gianfrancesco Gambara
Gianfrancesco Gambara (ur. 16 lutego 1533 w Brescii, zm. 5 maja 1587 w Rzymie) – włoski kardynał.

## Życiorys
Urodził się 16 lutego 1533 roku w Brescii, jako syn Brunora II Gambary i Virginii Pallavicini. Studiował na Uniwersytecie Padewskim, Bolońskim i Perugiańskim, gdzie uzyskał doktorat utroque iure. Następnie został klerykiem Kamery Apostolskiej. 26 lutego 1561 roku został kreowany kardynałem diakonem i otrzymał diakonię Santi Marcellino e Pietro. Uczestniczył w soborze trydenckim, a także był legatem w Camerino. 17 listopada 1565 roku został podniesiony do rangi kardynałem prezbiterem i otrzymał kościół tytularny Santa Pudenziana. 7 października 1566 roku został wybrany biskupem Viterbo, a sześć dni później przyjął sakrę. W następnym roku został członkiem Rzymskiej Inkwizycji. W 1576 roku zrezygnował z zarządzania diecezją. 5 grudnia 1580 roku został podniesiony do rangi kardynała biskupa i otrzymał diecezję suburbikarną Albano. Zmarł 5 maja 1587 roku w Rzymie.